# SC Turbine Erfurt

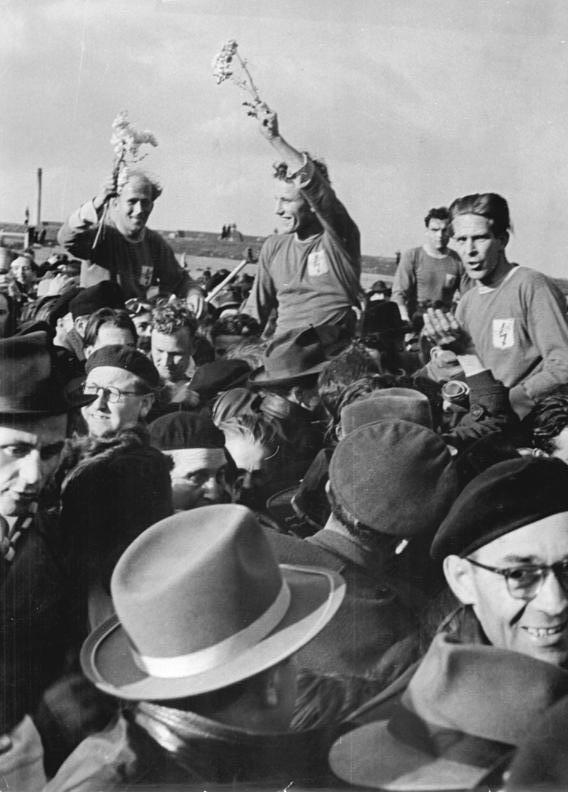
Kampioen voetbal DDR 1954-1955

SC Turbine Erfurt was een prestatiegerichte sportclub uit het Oost-Duitse Erfurt. 
De club werd in 1954 opgericht uit de BSG Turbine Erfurt. Aanvankelijk was de club ook actief in voetbal en speelde in de DDR-Oberliga. In 1966 werd besloten dat voetbal een speciale status kreeg in de DDR en zo werden alle voetbalafdelingen van de sportclubs onafhankelijk gemaakt en van de grotere steden werd er een FC gemaakt. De afdeling van Motor werd FC Rot-Weiß Erfurt. 
De club had ook succesvolle afdelingen in atletiek, wielrennen en zwemmen waar verscheiene Europese en Olympische kampioenen waren. 
Na de Duitse hereniging werd de club ontbonden en ging op in TSV Erfurt. 